# Gisela Höhne
Gisela Höhne (* 4. Februar 1949 in Suhl) ist eine deutsche Theaterregisseurin. Sie gilt aufgrund ihrer Erfolge in der Arbeit mit geistig behinderten Schauspielern international als bekannteste Regisseurin dieses Genres.

## Leben
Dr. Gisela Höhne, Jahrgang 1949, Schauspielerin, Theaterwissenschaftlerin, Regisseurin und künstlerische Leiterin am Theater RambaZamba Berlin (daneben Geschäftsführerin). Aufgewachsen in Stralsund, blieb ihr der Wunschstudienplatz Psychologie wegen ideologischer Differenzen zur „Psychologie des Arbeiter- und Bauernstaates“ verwehrt. 1967 zog sie nach Berlin, das seitdem ihr künstlerisches Schaffens- und Lebenszentrum ist.
Sie studierte ein Jahr Filmregie an der Staatlichen Filmhochschule Babelsberg, wechselte jedoch schnell, da die Liebe zum Theater viel größer war als zum Film. Drei Jahre Studium an der Staatlichen Schauspielschule Berlin-Schöneweide. In dieser Zeit erlebte sie seit 1967 wichtige Aufführungen am Berliner Ensemble, wurde magisch angezogen von den Inszenierungen am Deutschen Theater (DT), insbesondere von Bessons Frieden, Drachen und Ödipus Tyrann und vom Regie-Stil von Adolf Dresen. 1974 spielte sie die Rolle der Theresa in der Studioinszenierung Glanz und Tod des Joaquin Murieta von Pablo Neruda. Diese herausragende Inszenierung in der Probebühne des DT, die mit allen herkömmlichen Theatermitteln des realistischen Theaters brach, inszenierten Erforth/Stillmark. Ein weiterer Einfluss wurde später die Volksbühne mit den Inszenierungen Karge/Langhoff und später Heiner Müller.
Höhne erhielt Engagements in Dresden und Neustrelitz, die aber bereits 1976 durch die Geburt des ersten Sohnes erheblich beeinträchtigt wurden. Moritz wurde mit Down Syndrom geboren, zwei Jahre später musste sie den Schauspielerberuf aufgeben, 1979 wurde Sohn Jacob geboren.
Höhne und Erforth wurden 1974 ein Paar, es begann eine zwanzigjährige Lebens- und Arbeitsgemeinschaft. Nach der privaten Trennung 1993 wurde die Zusammenarbeit am Theater RambaZamba bis 2010 fortgesetzt, wo beide nebeneinander inszenierten.
Von 1982 bis 1987 Studium der Theaterwissenschaft an der Humboldt-Universität Berlin. Von ihr wird dies als „zweites wichtiges Standbein“ (das erste der Schauspielerberuf) bezeichnet. 1990 promovierte sie. Die im Bereich der Theaterwissenschaften erlebte Offenheit dem Welt-Theater gegenüber und der damit verbundene weite Theaterbegriff ermöglichten all das, was ihr weiteres Leben bestimmt:
1987 Gründung von Zirkus „Bimbo“, in dem erstmals in der DDR geistig behinderte Kinder öffentlich auftreten. Es wird ein ganz besonderer poetischer Zirkus, in dem die Kinder zeigen, was sie können – balancieren, schnell rollen, komplizierte Ballchoreografien oder einfach nur ein Löwe sein. „Diese Arbeit führte zur Entdeckung der besonderen Kreativität von Menschen mit geistigen Beeinträchtigungen. Es machte Lust auf mehr, was aber in der DDR bis zur Wende nicht möglich war“.

## Sonnenuhr e.V. / Theater RambaZamba
1989 konzipierte Gisela Höhne mit Klaus Erforth den Sonnenuhr e. V. als Werkstatt der Künste für Menschen mit geistiger Behinderung und Andere. 1990 stellten sie sich damit im Deutschen Theater Berlin in einer dreistündigen Matinee „Was für eine Insel in was für einem Meer“ vor.
1991 begann Höhne ihre erfolgreiche Regiearbeit mit Schauspielern mit geistiger Behinderung und erntete mit ihrer ersten Inszenierung Prinz Weichherz im ausverkauften Deutschen Theater Berlin Stürme der Begeisterung. Keinerlei Mitleidsambitionen, sondern hoher Leistungsanspruch und größte improvisatorische Offenheit sind seitdem ihr Credo. Damit war auch das Theater RambaZamba gegründet. Mit Höhnes Inszenierung Ein Winternachtstraum (1993) wurde im gleichen Jahr ein eigener Spielort eröffnet für RambaZamba – das „Theater im Pferdestall“ in der Kulturbrauerei Berlin-Prenzlauer Berg. Die Presse reagiert mit Die andere Avantgarde ist da. Das Theater RambaZamba war geboren.
Bis 2017 leitete sie diese Kunstwerkstatt mit dem Theater, in der weit über 100 Menschen mit sogenannter Behinderung in fast allen Künsten arbeiten und ca. 60 Mitarbeiter in den Ateliers, im Büro, in der Technik und im Theater mitarbeiten.
Die hier entstandenen Stücke und Kunstwerke werden wertgeschätzt von berühmten Kollegen: Angela Winkler, Eva Mattes, Meret Becker, Achim Freyer, Nino Malfatti, Otto Sander und vielen anderen. Geschäftsführung und Lobbyarbeit waren Teil einer Arbeit, deren Erfolg hart erarbeitet ist. Sie organisierte mit immer breiterer Unterstützung Ausstellungen, Kunstfeste, Workshops, internationale Festivals, Benefize und Lesungen.
Von 1995 bis 2010 erfand und inszenierte Höhne im RambaZamba insgesamt 11 eigene abendfüllende Stücke und macht in dieser Zeit die Truppe zum „wichtigsten Integrationstheater Deutschlands“, bei dem „Behinderung nicht als Manko, sondern als Stärke erscheint“.
Dazu kamen Performances Von Puppen und Perfekten, Begegnungen in Mongopolis (2003 im Stadtbad Oderberger Straße), die gemeinsam mit Klaus Erforth erarbeitete Inszenierung Die Liebe geht durch den Magen und zahlreiche Workshops (u. a. in Basel und Graz). 2008 erarbeitete sie Lesungen mit behinderten Schauspielern und organisierte die Reihe Funken im Stein.
Mehrmals im Jahr fuhr sie mit ihrem Ensemble zu Gastspielen, seit 1991 auf über 100 Einladungen in ganz Europa. Die von ihr und ihrer Truppe entwickelte eigene Ästhetik machte das Ensemble zum Maßstab in Deutschland und darüber hinaus für viele, die ebenfalls versuchen, mit Schauspielern mit Behinderung professionell zu arbeiten. Höhne hielt Vorträge zu ihrer Arbeitsweise und war Dozentin an der Fachhochschule Potsdam.

## Über die Arbeitsweise von Gisela Höhne
Wie Gisela Höhne bereits während der Zirkusarbeit formulierte und später in Vorträgen (1995 Lingen) darlegte, gilt es, einen gänzlich unvoreingenommenen freien Blick auf diese Schauspieler einzunehmen und ihre eigenen Qualitäten zu entdecken. Damit wurden nicht Stück und Rollen und dann die eventuelle Besetzung die Priorität, sondern die Schauspielerpersönlichkeit, aus der heraus die Rollen entdeckt und entwickelt wurden.
Das dialogische Arbeiten wurde zum Grundprinzip. Kein Stück gab es von Anfang an, nur ein Thema, ein Plott, eine Idee. Der folgende Probenprozess läuft als ständiger gegenseitiger Dialog, in dem sich die Ideen der Regisseurin und die Möglichkeiten der Schauspieler reiben und befördern. Am Ende steht das Stück, in der Regie der Regisseurin, erfunden zusammen mit den Schauspielern. Dabei geht es stets darum, die angeblichen Defizite nicht als solche zu nehmen, sondern als Ausgangspunkt und Herausforderung für neue kreative Lösungen, also das „Defizit“ als Stärke zu erkennen. Dabei werden die Schauspieler systematisch ausgebildet und entwickelt, so dass es kein „Vorführen von Defiziten“ gibt, sondern Schauspielerpersönlichkeiten auf der Bühne, die inzwischen bereits große Film- und Fernsehrollen spielen konnten.
2007 wurde ihr Stück Mongopolis zur Vorlage des ersten Hörspiels mit Menschen mit Behinderung unter der Regie von Gabriele Bigott, gesendet zuerst vom RBB, dann von etlichen weiteren Sendern.

## Würdigung
„Das Theater RambaZamba meint es per se nicht gut. Denn was es auszeichnet ist, dass es seine Existenz und seinen Erfolg keinem sozialpädagogischen Wohlwollen verdankt und nie gedacht war als therapeutische Maßnahme. Theater mit ‚Menschen mit so genannter geistiger Behinderung‘ – wie sie sich selbst nennen. Vermutlich ‚gut gemeint‘ war das wahre Initiationserlebnis der beiden Gründer, ein Weihnachtsmärchen, in dem 1986 auch Moritz Höhne mitwirkte, der gemeinsame Sohn der promovierten Theaterwissenschaftlerin Gisela Höhne und Klaus Erforth. Wer eine Aufführung von RambaZamba erlebt hat, in ihrer lustvollen wie lustigen Hemmungs- und Maßlosigkeit, ihrer unentrinnbaren Unmittelbarkeit, spürt in jedem Augenblick, dass die Spieler Profis sind. Profis, die nicht nur wissen, was sie tun, es jahrelang geübt und trainiert haben, sondern spezielle Begabungen mitbringen, die zu unkonventionellen künstlerischen Lösungen führen. Man verlässt das Theater körperlich aufgewühlt. RambaZamba ist aber nicht nur gut gemacht, sondern eine besondere Herausforderung für sein Publikum. Es ist in seiner circensischen Opulenz nie reine Unterhaltung, die gewählten dramatischen und mythologischen Figuren wie Medea, Woyzeck und Orpheus erfahren in ihrer besonderen Darstellung auch sehr konkrete und unbequeme politische Deutungsdimensionen“.
„Künstlerisch höchste Qualität und zusätzlich herzzerreißend… ein hochprofessionelles Theater, wo hauptsächlich geistig Behinderte spielen … Du gehst wirklich mit einer positiven Erschütterung aus diesem Abend heraus, die nachhaltig ist. Ich war so froh, dass wir dieses Programm gestartet haben, nur wegen dieses einen Abends hätte es sich gelohnt“.
„Die andere Avantgarde ist da. In gewisser Weise entspricht dieses Theater, das mal naiv wie Kinderspiel, mal sehr existentiell anmutet, einer anderen Form der Avantgarde“.

## Inszenierungen
- 1991: Prinz Weichherz
- 1993: Ein Winternachtstraum
- 1995: Kaffee Leben und Tod
- 1997: Medea – der tödliche Wettbewerb
- 1999: Weiberrevue
- 2001: Orpheus ohne Echo
- 2003: Mongopolis – Fisch oder Ente
- 2005: Alice auf Kaninchenjagd (Open Air für Kinder)
- 2006: Ein Herz ist kein Fußball
- 2007: Alice in den Fluchten
- 2009: und sind wir selber Götter … Die Winterreise
- 2010: Der Frieden – Ein Fest (Open Air)

## Auszeichnungen
- 1994: Neujahresempfang beim Bundespräsidenten von Weizsäcker
- 1996: „Förderungspreis Darstellende Kunst“ der Akademie der Künste an das Theater RambaZamba (18. März 1996)
- 1999: Sonderpreis für „MEDEA“ (Regie Höhne) zum 4. Festival „Politik im Freien Theater“ in Stuttgart
- 1999: Deutscher Kinderkulturpreis vom Deutschen Kinderhilfswerk e. V. an den SONNENUHR e. V.
- 2001: Im März dieses Jahres startete die Plakataktion „Frauen bewegen Berlin“, initiiert durch die Senatsverwaltung für Arbeit und Frauen. 15 engagierte Berlinerinnen, unter ihnen Gisela Höhne, wurden in Wort und Bild auf Plakaten im öffentlichen Raum in ganz Berlin vorgestellt.
- 2002: Preis der Deutschen Down Syndrom Gesellschaft an Höhne/Erforth
- 2002: Verleihung des Berliner Landesordens
- 2004: B.Z.-Kulturpreis für herausragende Leistungen an Gisela Höhne und Klaus Erforth. Das Theater RambaZamba wird dabei als eines der besten und berührendsten Künstlerensembles Berlins und als eine international geschätzte Institution gewürdigt
- 2004: Einladung mit Höhnes Inszenierung Mongopolis zum 6. Festival „Politik im Freien Theater“ in Berlin
- 2009: Verleihung des Bundesverdienstkreuzes am Bande
- 2014: Caroline-Neuber-Preis der Stadt Leipzig